# COOL&CREATE
COOL&CREATE是一个由Beat Mario（日語：ビートまりお）于日本建立的同人音乐团体，目前主要发行与东方Project有关的同人音乐。基本的正式成员共有两人：Beat Mario与Amane（あまね）。此外，myu314也承担了部分编曲工作。

## 历史
1998年，Beat Mario推出个人网站“COOL&CREATE”，此后由于受音乐游戏《beatmania》影响，开始其音乐生涯。创立之初，该网站为Beat Mario个人项目，但在2003年，Amane加入该团体。
起初，Beat Mario主要进行编曲工作，但在2004年前后，开始承担主唱的工作，并很少再进行与声音后期处理有关的工作。

## 成员

### 主要成员
Beat Mario（1981年5月5日生）
作词、作曲、编曲、演唱。出生于青森县弘前市。岩手县立大学軟體情報學部中途辍学。
Amane（1979年9月24日生）
作词、演唱。出生于青森县青森市。

### 其他成员
COOL&CREATE的现场活动成员。2008年后成员组成逐渐固定。
Zyukucho（ジュクチョー）
吉他手。同人社团Adrena義塾负责人。
Ino（イノ）
负责低音。此前曾是「石鹼屋」的负责人。
Makko-chan（まこっちゃん）
负责鼓点。
狐夢想
键盘手。同人社团「狐夢想屋」负责人。
Mū
贝斯手。